# 할리우드 언데드
할리우드 언데드(Hollywood Undead)는 미국의 랩 록 밴드이다.